# 克魯諾斯拉夫·西蒙
克魯諾斯拉夫·西蒙（1985年6月24日—），克羅地亞籃球運動員。他現在效力於VTB籃球聯賽球隊庫班火車頭。他也代表克羅地亞國家籃球隊參賽，參加了2014年籃球世界杯。